# Крепости даков в горах Орэштие
Крепости даков в горах Орэштие (рум. Fortăreţe dacice din Munţii Orăştiei) — объект Всемирного наследия в Румынии, развалины 6 крепостей, построенных даками из больших каменных блоков (стиль murus dacicus) в I веке до н. э. — I веке н. э. для защиты от римлян.
Включены в список Всемирного наследия в 1999 году. Расположены в румынских регионах Хунедоара и Алба.
- Сармизегетуза (рум. Sarmizegetusa) — 45°37′23″ с. ш. 23°18′43″ в. д.HGЯO
- Костешть-Четатуие (рум. Costești-Cetatuie) — 45°41′34″ с. ш. 23°08′47″ в. д.HGЯO
- Костешть-Блидару (рум. Costești-Blidaru) — 45°40′00″ с. ш. 23°09′47″ в. д.HGЯO
- Лункань-Пьятра Рошие (рум. Luncani-Piatra Rosie) — 45°36′11″ с. ш. 23°09′00″ в. д.HGЯO
- Банита (рум. Banita) — 45°28′00″ с. ш. 23°13′00″ в. д.HGЯO
- Капылна (рум. Capâlna) — 45°48′00″ с. ш. 23°36′00″ в. д.HGЯO

## Галерея

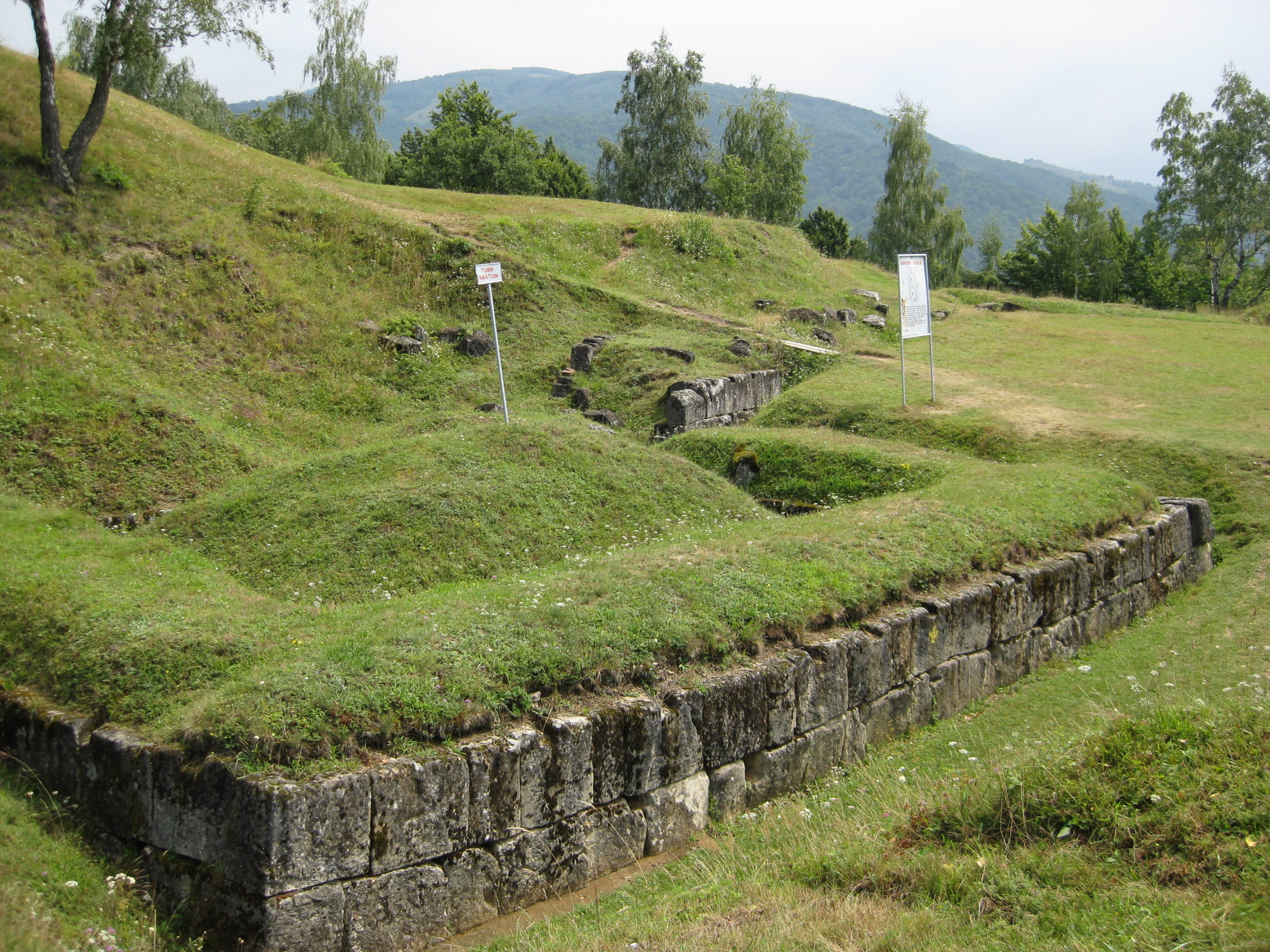
Дакская крепость Костешть
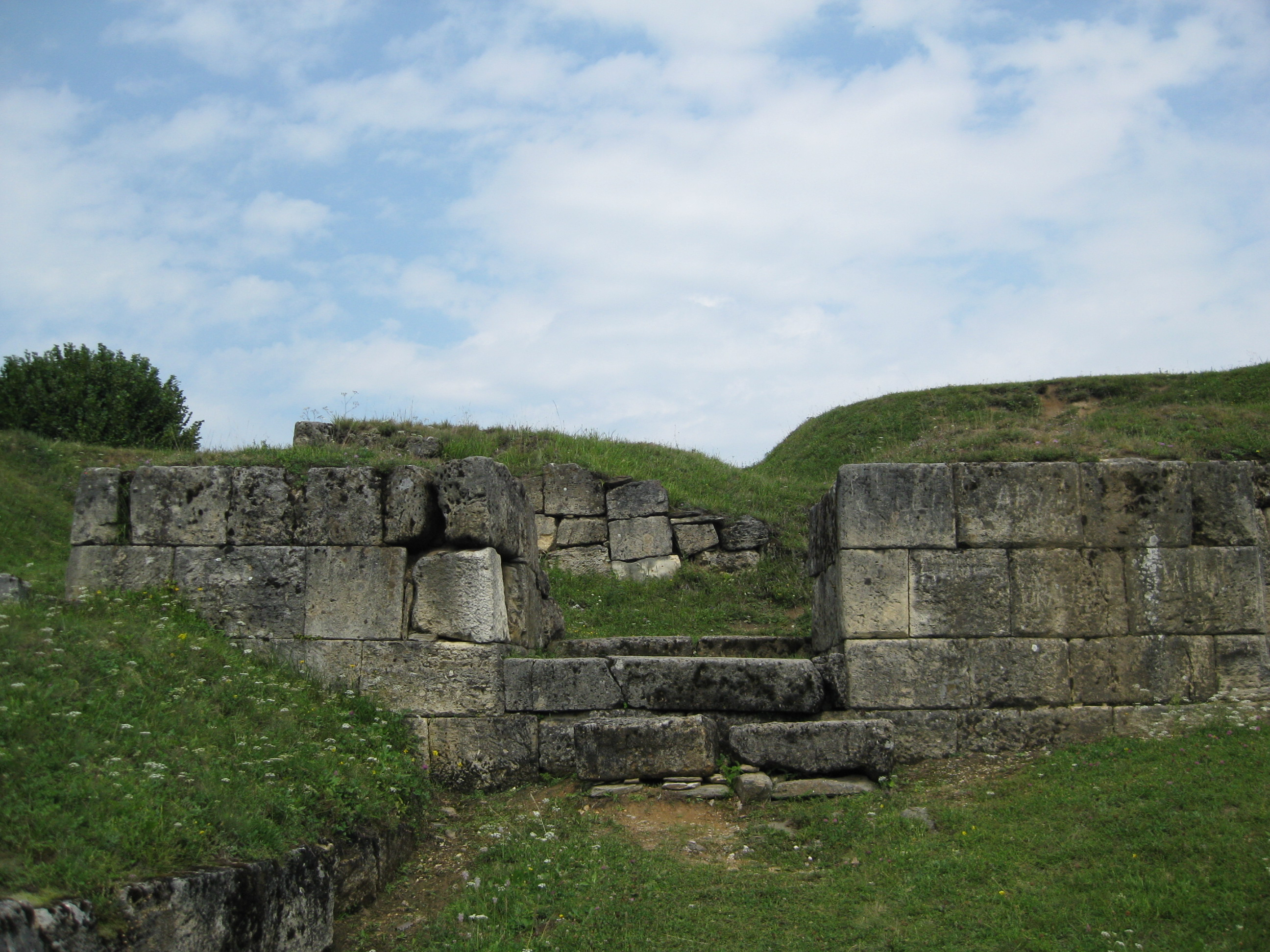
Крепость Блидару
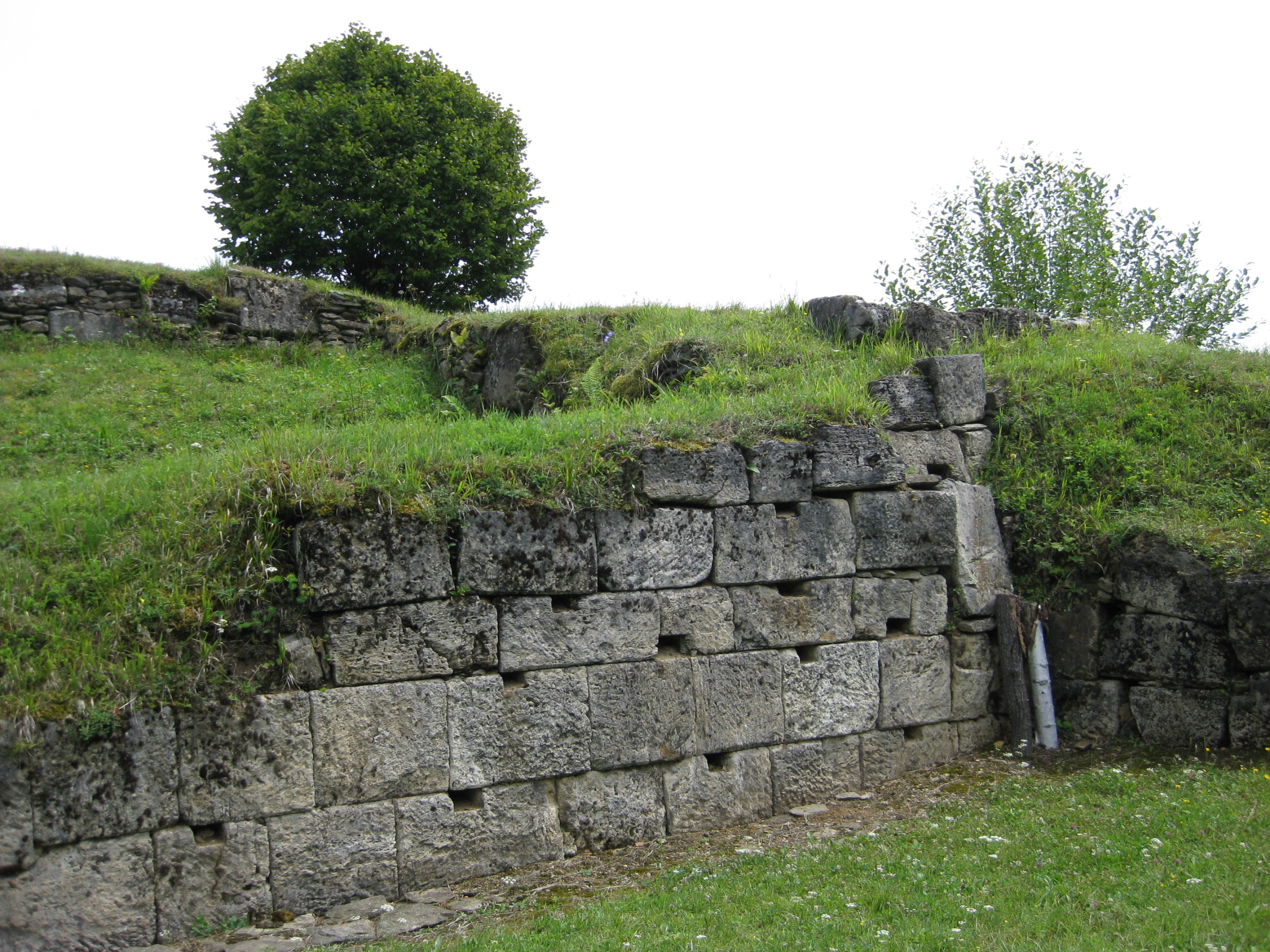
Крепость Блидару
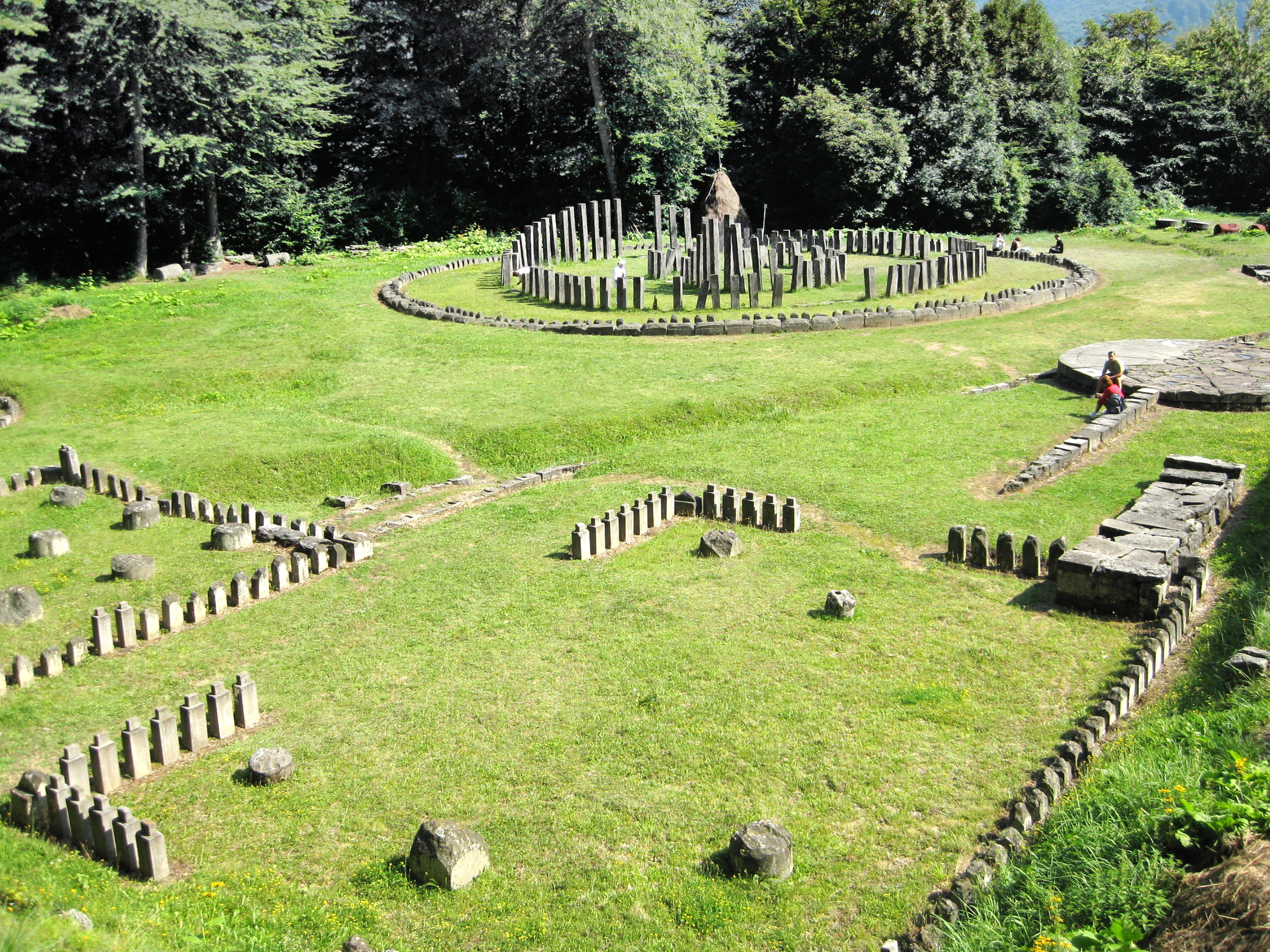
Святилище Сармизегетуза
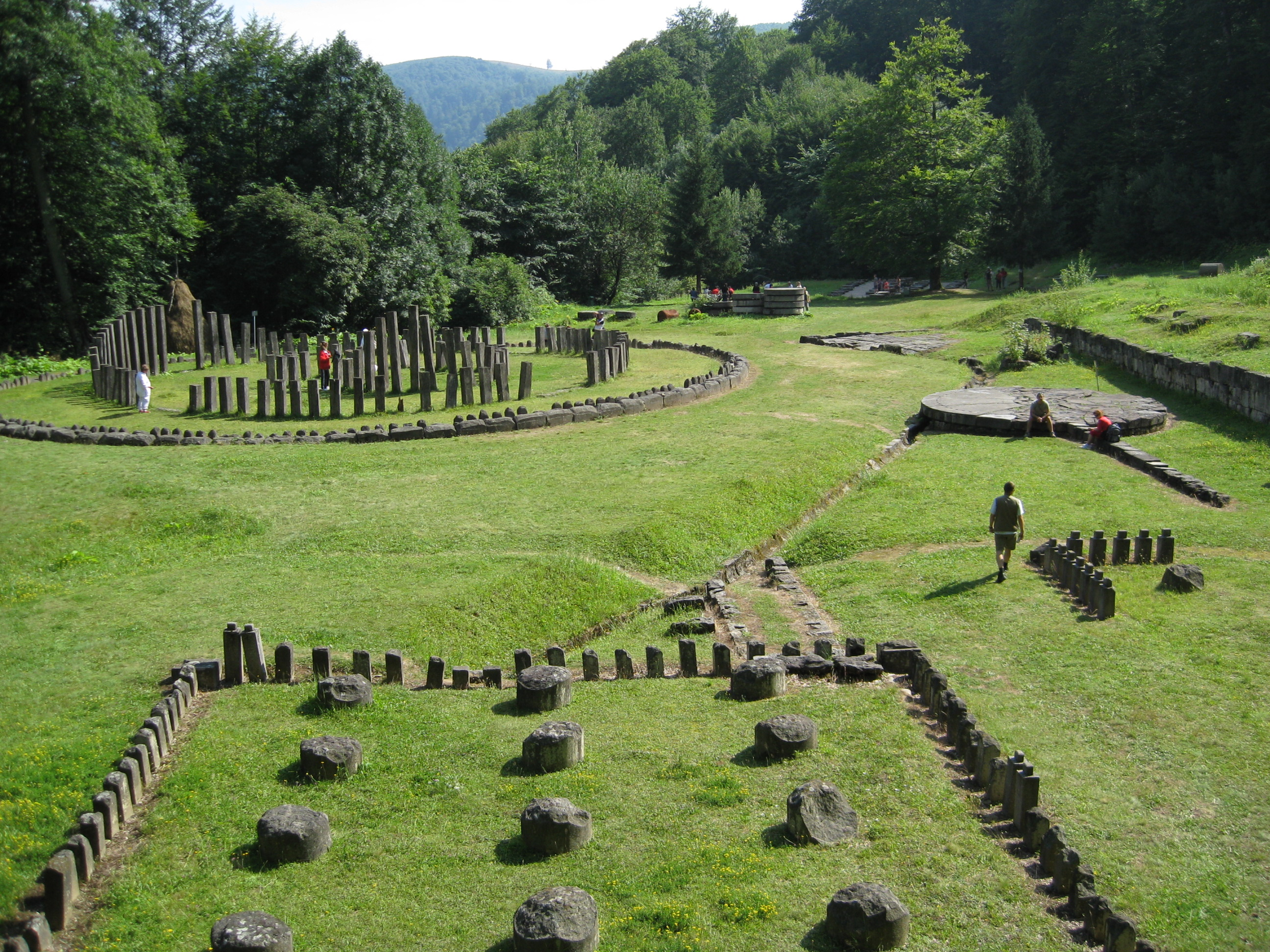
Андезитовое святилище, Сармизегетуза
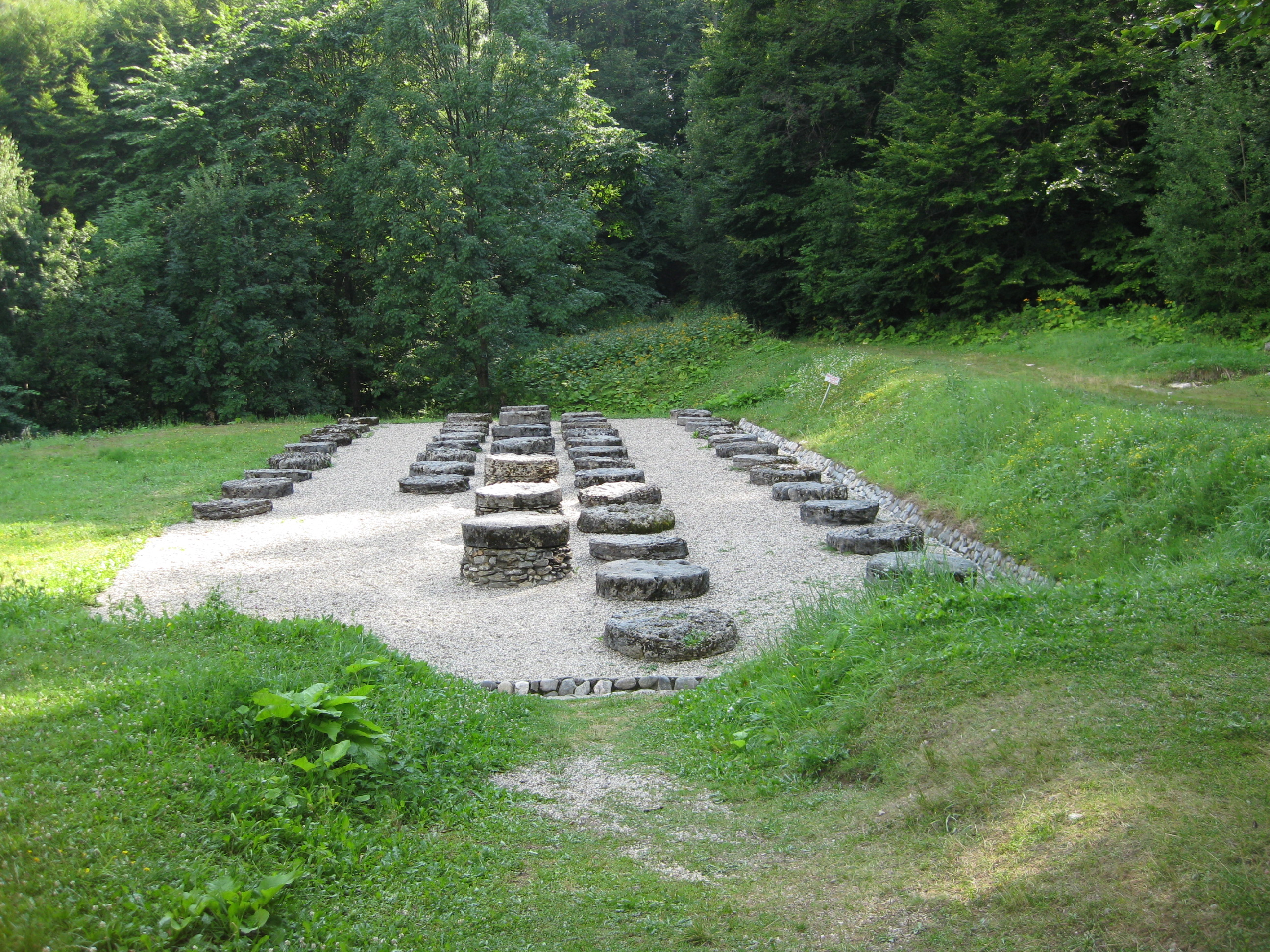
Большое известняковое святилище, Сармизегетуза
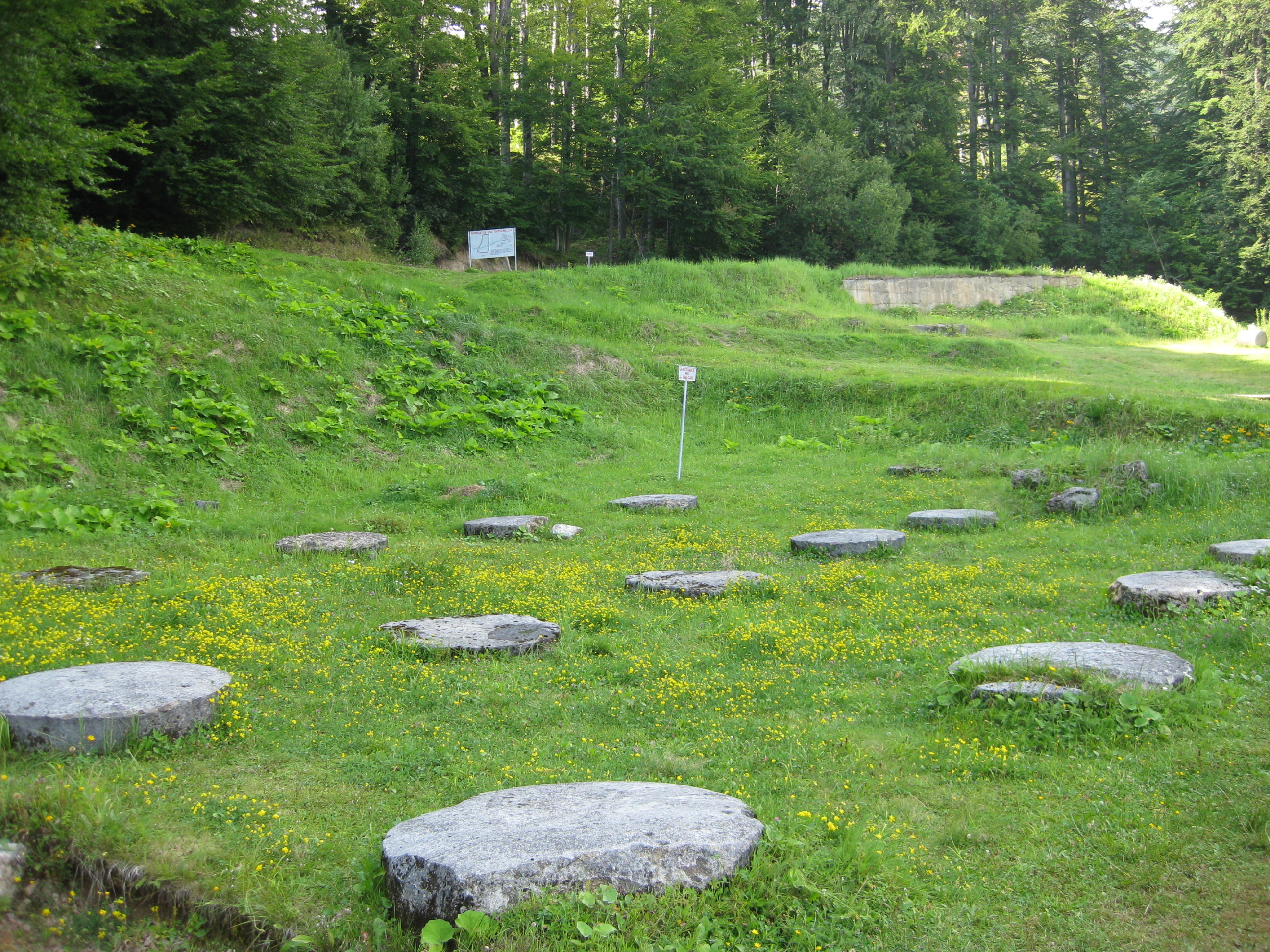
Малое известняковое святилище, Сармизегетуза
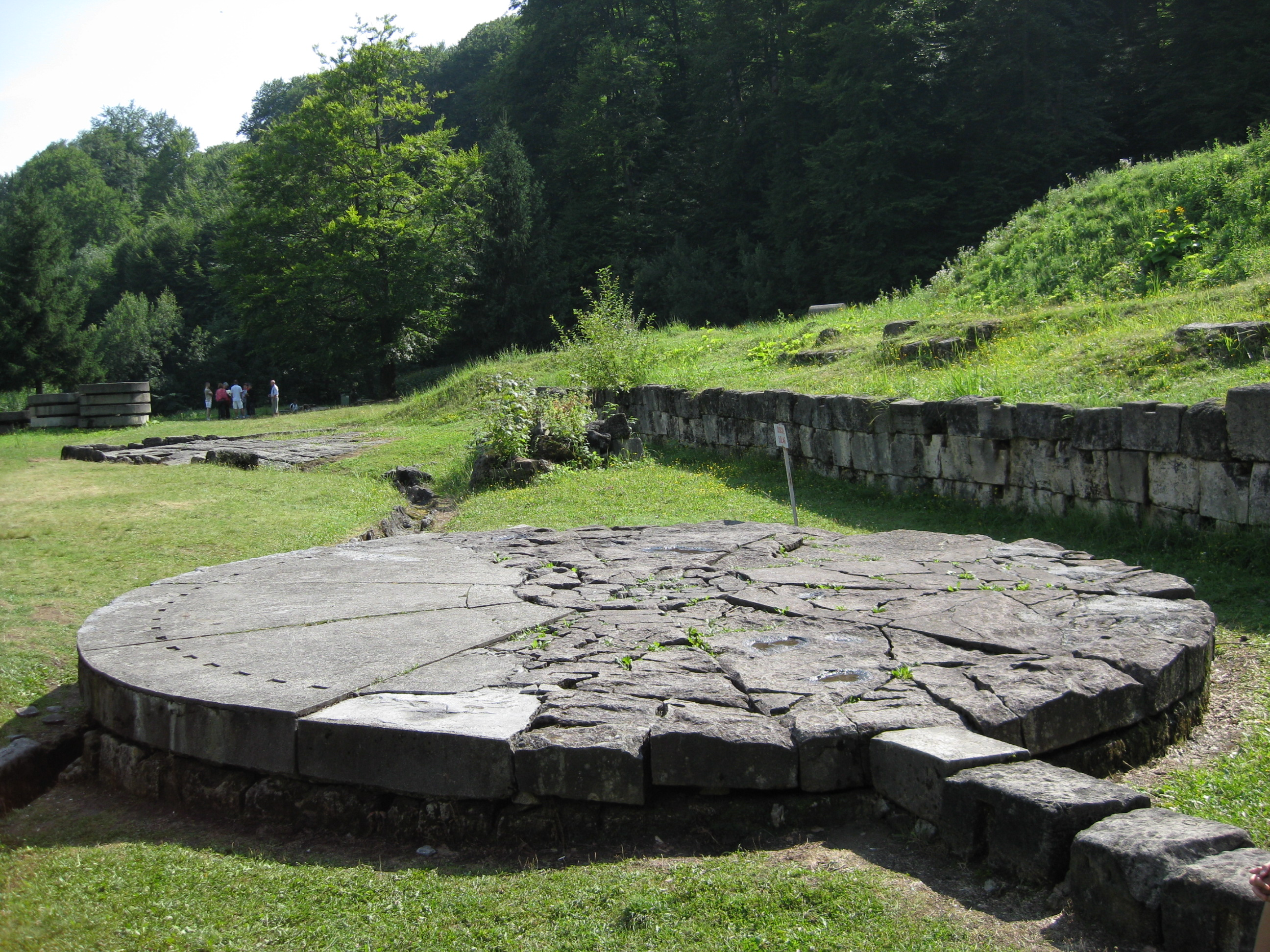
Солнечный круг, Сармизегетуза
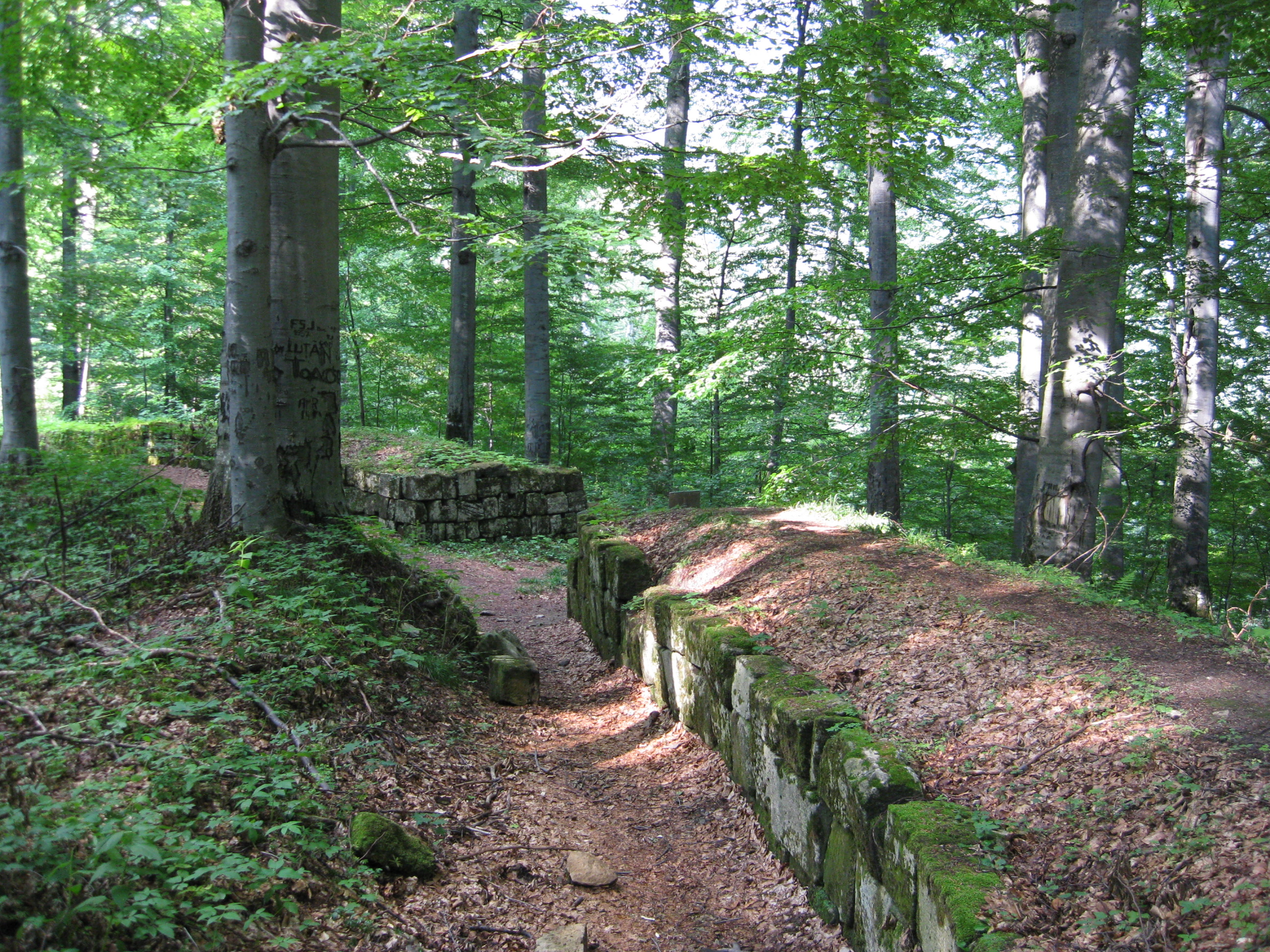
Murus dacicus, Сармизегетуза
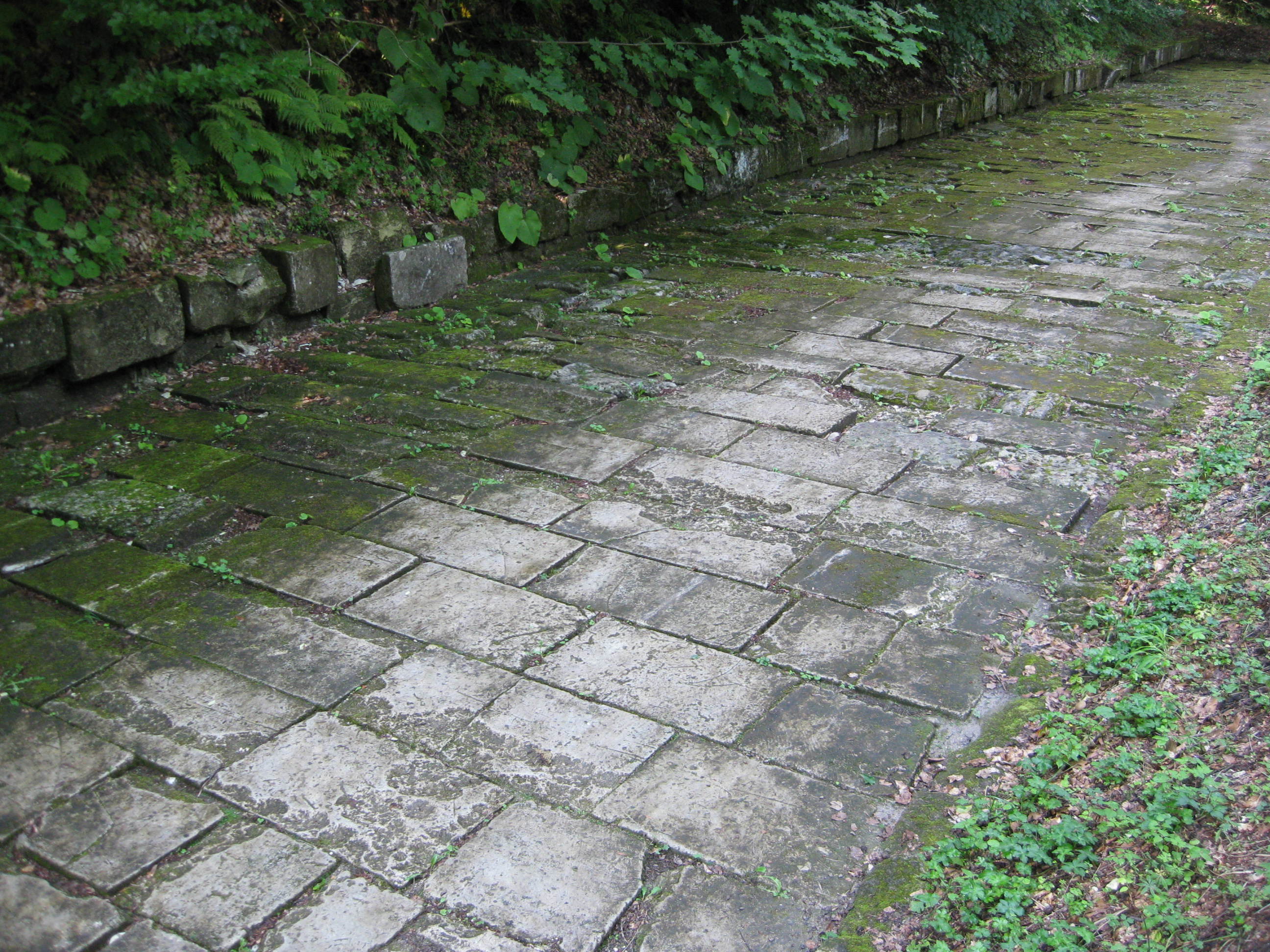
Мощёная дакская дорога, Сармизегетуза